# Modicogryllus truncatus
Modicogryllus truncatus is een rechtvleugelig insect uit de familie krekels (Gryllidae). De wetenschappelijke naam van deze soort is voor het eerst geldig gepubliceerd in 1940 door Tarbinsky.